# Jan Kajfosz
Jan Kajfosz (ur. 1972) – polski filolog i antropolog, dr hab., profesor w Instytucie Nauk o Kulturze Wydziału Humanistycznego Uniwersytetu Śląskiego w Katowicach. 

## Życiorys
W latach 1990–1995 studiował polonistykę na Wydziale Filozoficznym Uniwersytetu Ostrawskiego w Republice Czeskiej, gdzie uzyskał tytuł magistra na podstawie pracy Religia i etnokultura na Śląsku Cieszyńskim, której promotorem był prof. Karol Daniel Kadłubiec. Na tym samym wydziale w latach 1996–2001 kontynuował studia doktoranckie. W roku 2001 uzyskał stopień doktora na podstawie rozprawy Językowy obraz świata w etnokulturze Śląska Cieszyńskiego, a w 2010 na podstawie dorobku naukowego i pracy Magia w narracji potocznej uzyskał stopień doktora habilitowanego. Otrzymał nominację profesorską. Objął funkcję profesora nadzwyczajnego w Instytucie Etnologii i Antropologii Kulturowej na Uniwersytecie Śląskim w Katowicach Wydziale Etnologii i Nauk o Edukacji w Cieszynie. Obszary jego zainteresowań badawczych: antropologia kognitywna, folklor w nowych mediach i analiza dyskursu.   